# Лі Чжаожун
Лі Чжаожун (кит. трад.: 黎兆榮; ютпхін: Lí Zhàoróng, нар. 1917, Гонконг — пом. 26 липня 1988, Гонконг) — китайський футболіст, який грав на позиції нападника. Відомий за виступами в гонконзьких клубах, та у складі збірної Китаю, у складі якої брав участь у літніх Олімпійських іграх 1948 року. По закінченні виступів на футбольних полях — футбольний тренер, тривалий час очолював збірну Гонконгу.

## Біографія
За час своєї кар'єри гравця Лі Чжаожун грав у складі гонконзьких клубів «Кітчі», «Істерн», «Сінь Тао» і «Саут Чайна». У складі збірної Китаю брав участь у літніх Олімпійських іграх 1948 року, на яких китайська збірна вже в першому раунді поступилася збірній Туреччини з рахунком 0-4.
Після завершення виступів на футбольних полях Лі Чжаожун став другим тренером за історію футбольної збірної Гонконгу, змінивши на цій посаді Тома Снеддона. Лі Чжаожун тренував збірну Гонконгу протягом 10 років з 1957 до 1967 року. Він керував діями збірної на Азійських іграх 1958 року, на яких Гонконг виграв свою групу, проте в чвертьфіналі з рахунком 2-5 поступився збірній Індії. Під його керівництвом збірна Гонконгу зіграла 43 матчі, за цим показником Лі Чжаожун займає третє місце серед усіх тренерів за історію збірної. Лише в 1964 году обов'язки головного тренера виконував Вей Чун Ва, оскільки Лі Чжаожун не зумів відпроситися з роботи, щоб тренувати збірну на Кубку Азії та в турне по Європі та Сінгапурі.